# Kinas F17-landslag i bandy
Kinas F17-landslag i bandy representerar Kina (folkrepubliken) i bandyturneringar för flicklag upp till 17 års ålder. Laget gjorde sin debut vid F17-världsmästerskapet i bandy 2017 och kom på femte plats av de fem deltagande lagen.

## Kina i världsmästerskap
| Turnering     | Slutplacering |
| ------------- | ------------- |
| Ryssland 2017 | 5             |